# 迈克尔·伍兹
迈克尔·伍兹（英語：Michael Woods，1986年10月12日—），加拿大男子自行车运动员，2015年环犹他自行车赛总亚军得主、2018年世界公路自行车锦标赛男子公路赛铜牌得主、2021年环滨海阿尔卑斯和瓦尔自行车赛总亚军得主。